# Luiz Adriano
Luiz Adriano de Souza da Silva eller bare Luiz Adriano (født 12. april 1987 i Porto Alegre, Brasilien) er en brasiliansk fodboldspiller, der spiller som angriber hos den russiske ligaklub Spartak Moskva. Han kom til klubben i 2017 fra AC Milan i Italien og har desuden repræsenteret Internacional i sit hjemland samt ukrainske Shakhtar.
Med Shakhtar Donetsk var Adriano med til at vinde to ukrainske mesterskaber, én ukrainsk pokalturnering og UEFA Cuppen i 2009.
Luiz Adriano uvidste i 2012 særdeles usportslig adfærd, da han scorede mod FC Nordsjælland i Champions League-kampen d. 20 november efter et dommerkast. Luiz Adriano usportslig adfærd, og overtrædelse af foldboldens uskrevne regler, var et omtaleemne i både nationale og internationale medier i efteråret 2012.

## Titler
Ukraines førstedivision i fodbold
- 2008 og 2010 med Shakhtar Donetsk

Ukrainske Pokalturnering
- 2008 med Shakhtar Donetsk

UEFA Cup
- 2009 med Shakhtar Donetsk